# オートバイの車種名一覧
オートバイの車種名一覧（オートバイのしゃしゅめいいちらん）は、オートバイ（ポケットバイク等も含む）の車種名を排気量別に並べたものである。
現在市販されていない車種や、現存しないメーカーの車種、OEM供給車も含む。

## 50cc以下
- トゥディ
- ディオ
- クレアスクーピー
- ズーマー
- エイプ/TypeD
- スーパーカブ50/リトルカブ
- ジャイロX/キャノピー
- モンキー
- ジョグ/Deluxe/ZR
- ビーノ/モルフェ
- ギア
- VOX
- アクシス50
- レッツ4/G/パレット/バスケット
- レッツ5/G
- アドレスV50/G
- バーディー50
- キャンパス50AC
- キャンパス50LC
- キャンパス50レプリカ

## 50cc超90cc以下
- ダックス70
- スペイシー80
- ブロード90
- アクシス90

## 90cc超125cc以下
- エイプ100/TypeD
- リード・EX
- スーパーカブ110/プロ
- PCX
- シグナス-X/SR
- グランドアクシス
- アクシストリート
- フルタイム125

## 125cc超250cc以下
- XR230/モタード
- FTR
- CB223S
- VTR
- フォルツァ
- フェイズ
- MP3 250RL
- MP3 250FL
- フルタイム150

## 250cc超400cc以下
- CB400スーパーフォア/ボルドール
- シャドウ カスタム/クラシック
- シルバーウイングGT<400>
- MP3 400RL
- MP3 400FL

## 400cc超750cc以下
- シルバーウイングGT<600>
- CBR600RR
- シャドウ750/ファントム
- VT750S
- DN-01
- フォコ

## 750cc超
- CBR1000RR
- CB1100
- VFR1200F/DCT
- CB1300
  - スーパーフォア
  - スーパーボルドール
  - スーパーツーリング
- VT1300
  - CX
  - CR
  - CS
- ゴールドウイング